# ۵۵ (قمری)
۵۵ (قمری)، پنجاه و پنجمین سال در گاهشماری هجری قمری است. اول محرم این سال برابر با نهم دسامبر سال ۶۷۴ میلادی است.

## زادگان
زید بن عبدالله بن  علی